# Matthew Jurman
Matthew John Jurman (Wollongong, 1989. december 8. –) ausztrál válogatott labdarúgó, aki jelenleg a Szuvon Samsung játékosa.

## Pályafutása

### Klubcsapatban
2007-ben az AIS csapatában 11 mérkőzésen lépett pályára, majd szerződtette a Sydney Olympic. 2008 és 2011 között a Sydney csapatát erősítette és innen igazolt a Brisbane Roar klubjához. 2013-ban visszatért a Sydney-hez, majd 2017-ben a Szuvonhoz igazolt.

### A válogatottban
Részt vett a 2008-as U17-es Ázsia-bajnokságon és 2009-es U20-as labdarúgó-világbajnokságon . 2017. október 5-én mutatkozott be a felnőtt válogatottban Szíria elleni világbajnoki selejtező mérkőzésen.

## Sikerei, díjai

### Klub
- Sydney
  - Ausztrál bajnok – Alapszakasz: 2010
  - Ausztrál bajnok – Rájátszás: 2010

- Brisbane Roar
  - Ausztrál bajnok – Alapszakasz: 2011

### Válogatott
- Ausztrália U18
  - U17-es Ázsia-bajnokság: 2008